# Minxate Abu Omar
Minxate Abu Omar (em árabe: منشاة أبو عمر) é um importante sítio arqueológico do Antigo Egito, situado a 150 quilômetros a nordeste do Cairo. Foi descoberto em 1966, mas só escavado a partir de 1978 e então anualmente até 1991.

## Sítio
Minxate está numa gezira (ilha de areia) no nordeste do Delta, cerca de 150 quilômetros a norte do Cairo, na região por onde fluía o ramo Pelusíaco do Nilo. Está apenas a 2,5 metros acima da terra cultivada circundante e se estende da borda da aldeia moderna de Minxate Abu Omar por aproximadamente 550 metros norte-nordeste. Na década de 1960, alguns objetos pré-dinásticos (4000–3000 a.C.), alegadamente provenientes do nordeste do Delta, foram vendidos na Europa e Estados Unidos por um negociante de arte. Alguns deles foram comprados pelo Museu Nacional de Arte Egípcia de Munique, que em seguida lançou uma busca no Delta para tentar localizar a fonte dos objetos. Descoberto em 1966, foi lançada em 1977 a Expedição do Delta Oriental de Munique e sua escavação sistemática iniciou em 1978, continuando até 1991, sob direção de Dietrich Wildung e Karla Kroeper. É o único sítio extensivamente escavado do Delta e fornece a melhor base de dados para comparação com a cultura material do Alto Egito.

### Cemitério
Situado na parte sul do sítio, foi quase completamente escavado. Data do Pré-Dinástico/Época Tinita (3100–2686 a.C.), Época Baixa (664–332 a.C.) e Épocas Grega (332–30 a.C.) e Romana (30 a.C.–639 d.C.). 420 túmulos pré-dinásticos e tinitas foram escavados, bem como 2 630 de períodos posteriores. Os túmulos mais antigos são divididos em dois grupos cronologicamente consecutivos: pré-dinásticos (1) (Nacada IIc-d, ca. 3 300-3 100 a.C.), protodinásticos (2a) ("dinastia 0", ca. 3 100-3 000 a.C.) e tinitas (2b) (I dinastia, ca. 3 000-2 850 a.C.). O primeiro grupo possui covas nas quais o corpo foi colocado numa posição mais ou menos contraída do lado direito, orientada de norte a sul, com a cabeça para o norte voltada para o oeste. As covas são, em sua maioria, ovais, com cerca de 1 a 1,5 metro de comprimento e 1,5 a 2 metros de profundidade. Poucas são as covas mais elaboradas.
Geralmente, apenas alguns bens foram incluídos nos sepultamentos e consistem em pequenos vasos em forma de bola e cone. Em alguns casos, foram encontradas bens mais valiosos, como panelas onduladas (classe W de Flinders Petrie), vasos pintados, pequenos frascos de pedra, paletas, contas de cornalina em forma de disco, colheres de marfim e, raramente, uma pulseira ou arpão de cobre. De particular interesse é um pequeno grupo de vasos importados, que, segundo uma análise de forma e textura, foram fabricados na Palestina e também aparecem nos túmulos protodinásticos. As sepulturas protodinásticas datam do reinado de Narmer e mostram mudança abrupta na tradição de enterramento. As covas são geralmente retangulares e maiores e mais profundas que as precedentes. Muitas vezes, as paredes dos poços (escavadas em areia fina solta) eram reforçadas com reboco de barro. O tapume foi usado como tampa e sob a inumação. A mudança mais importante, contudo, ocorreu na orientação dos corpos, que foram colocados contraídos do lado esquerdo, com a cabeça de nordeste para leste, voltada a sudeste ou leste. Restos de caixões feitos de madeira, cana e lama foram achados. Além do aumento no número de vasos, concentrados numa pequena câmara lateral, os bens incluem vasos de pedra elaborados, alguns dos quais compósitos e feitos de dois tipos diferentes de pedra, e artefatos cosméticos, como colheres e paletas. Eixos de cobre, arpões e serras ocorrem com mais frequência do que nas tumbas prévias, assim como jóias em diferentes materiais. Algumas dessas sepulturas foram roubadas, com os poços de ladrão estando claramente observáveis na areia antes de serem escavados.
As sepulturas tinitas têm muitas características semelhantes às protodinásticas, incluindo a posição e orientação do corpo, e o número e variedade de bens. Duas caixas de marfim são achados únicos. Os maiores enterros são chamados túmulos da "elite", representados por oito tumbas de câmara construídas de barro ou lama. Elas consistem Essas tumbas consistem em duas ou três salas subterrâneas de tamanhos desiguais, a maior das quais foi usada como câmara funerária. Todas tinham sido cobertas com um telhado de junco ou tapetes de papiro postos em cima de vigas de madeira e o telhado estava preso com lama e fragmentos de tijolos de barro. O maior deles, com três salas, tinha dimensões externas de 4,90 × 3,25 metros, e sua câmara principal (central), na qual o corpo foi colocado, foi completamente roubada, enquanto as câmaras laterais estavam intactas. O padrão é visto noutras tumbas, indicando que o roubo ocorreu logo após o sepultamento, quando a localização da câmara principal contendo os artefatos mais valiosos (quiçá de cobre ou ouro) ainda era conhecida dos ladrões. Apesar disso, quatro destes túmulos de câmara são as mais ricas escavadas no sítio, com até 125 bens. Na tumba 2275 há o único exemplo de nichos no interior da câmara ao longo do lado norte. Embora mal conservados, retiveram evidências de que eram originalmente revestidos de madeira e depois cobertos com gesso pintados de vermelho e branco.
A maioria dos túmulos no sítio, que às vezes ocorrem em uma densidade de até 120 enterros por 10 metros quadrados, pertence ao período greco-romano. Como a maioria desses enterros não continha nenhum bem, sua datação permanece imprecisa. Com base em suas cerâmicas, algumas certamente datam da XVI dinastia, mas outras são tão tardias quanto o período copta. Geralmente são bastante pobres, consistindo apenas num simples buraco. Em alguns casos, a cova de sepultamento era forrada com lenha ou barro e, em casos raros, caixões de cerâmica, madeira ou calcário eram usados. Os enterros mais elaborados consistem em câmaras subterrâneas, que continham até vinte e sete funerais. As crianças eram frequentemente enterradas em ânforas. Restos de múmias e fragmentos de máscaras de estuque foram encontrados. Os bens mortuários consistem em amuletos e outras jóias (incluindo um broche de ouro e brincos), garrafas de vidro e alguns potes.

### Assentamentos
Apenas escavações teste foram realizadas no assentamento, localizado na parte norte de Minxate Abu Omar e hoje conhecido como Tel Saba Banate. De acordo com a evidência de moedas, data sobretudo da Época Greco-Romana (com alguns achados da Época Baixa ocorrendo nos níveis mais baixos). Sondagens mostraram que o assentamento pré-dinástico e tinita não estava localizado na mesma área. Em 1987 e 1989, o teste com o uso de um sistema de grade de até 8 metros abaixo da superfície atual foi conduzido com a intenção de localizar o assentamento anterior. O assentamento mais antigo foi encontrado cerca de 500 metros a sudeste do cemitério a aproximadamente 4 a 6 metros abaixo da superfície atual e a 3 a 4 metros abaixo da água do solo. Outro assentamento, provavelmente Neolítico, localizou-se um pouco mais fundo nos depósitos, mas não foi investigado mais adiante.